# Мванга, Обеди
Обеди Мванга (англ. Obedi Mwanga; род. 1 декабря 1940) — танзанийский легкоатлет, выступавший в беге на короткие и средние дистанции. Участник летних Олимпийских игр 1972 года.

## Биография
Обеди Мванга родился 1 декабря 1940 года.
В 1970 году участвовал в Играх Британского содружества наций в Эдинбурге. Выбыл в квалификации в беге на 100 метров (10,92 секунды) и на 200 метров (22,7).
В 1972 году вошёл в состав сборной Танзании на летних Олимпийских играх в Мюнхене. В эстафете 4х100 метров команда Танзании, за которую также выступали Норман Чихота, Клавер Каманья и Хамад Ндее, заняла в четвертьфинале последнее, 6-е место при двух не финишировавших, показав результат 41,07 и уступив 1,21 секунды попавшей в полуфинал с 4-го места сборной Республики Конго. В эстафете 4х400 метров команда Танзании, за которую также выступали Хамад Ндее, Омари Абдалла и Клавер Каманья, в полуфинале заняла 6-е место с результатом 3 минуты 10,1 секунды, уступив 6,62 секунды попавшей в финал со 2-го места сборной Тринидада и Тобаго.

## Личный рекорд
- Бег на 100 метров — 10,6 (1972)[4]